# شاه لیر (فیلم ۱۹۹۹)
«شاه لیر» (انگلیسی: King Lear (1999 film)) یک فیلم محصول انگلستان است. از بازیگران آن می‌توان به برایان بلسد اشاره کرد.